# Limnobium spongia
Limnobium spongia, deutsch auch Nordamerikanischer Froschbiss genannt, ist eine Pflanzenart aus der Gattung Limnobium in der Familie der Froschbissgewächse (Hydrocharitaceae).

## Beschreibung
Limnobium spongia ist eine ausdauernde krautige Pflanze, die Wuchshöhen bis 50 Zentimeter erreicht. Die Wurzeln sind verzweigt. Die Knospen der Stolonen besitzen 10 oder mehr Wurzeln. Die Blätter schwimmen auf dem Wasser oder ragen in dichter Vegetation daraus empor. Die Blattspreite misst 1 bis 10 × 0,9 bis 7,8 Zentimeter. Die primären Blattadern bilden mit der Mittelrippe einen Winkel von 30° bis 80°. Die männlichen Blüten besitzen meist 9 bis 12, selten bis 18 Staubblätter. Die weiblichen Blüten weisen 3 oder 4 Kronblätter auf. Der Fruchtknoten ist scheinbar 6- bis 9-kammerig, es sind 6 bis 9 Fruchtknotenfächer vorhanden. Die Griffel sind bis fast zur Basis zweispaltig. Es sind 200 Samenanlagen vorhanden. Die Früchte haben einen Durchmesser von 4 bis 12 Millimeter.
Die Blütezeit reicht vom Sommer bis zum Herbst.
Nach der Befruchtung biegen sich die Stiele der Blüten nach unten. Dadurch entwickeln sich die Früchte zwangsläufig unter der Wasseroberfläche.
Die Chromosomenzahl beträgt 2n = 24.

## Vorkommen
Die Art kommt nur im Osten der USA vor. Hier ist sie in den Staaten Alabama, Arkansas, Delaware, Florida, Georgia, Illinois, Kentucky, Louisiana, Maryland, Mississippi, Missouri, New York, North Carolina, Oklahoma, South Carolina, Tennessee, Texas und Virginia anzutreffen. Sie wächst im langsam fließenden Wasser von Flüssen, Altarmen, Seen oder gestrandet an Ufern in Höhenlagen von 0 bis 100 Meter.

## Systematik
Limnobium spongia wurde 1807 von Bosc als Hydrocharis spongia erstbeschrieben. 1841 wurde die Art von Ernst Gottlieb von Steudel  in Nomenclator botanicus, 2. Auflage, Band 2, Seite 45 in die Gattung Limnobium gestellt.